# 后里交流道
后里交流道為臺灣國道一號指標160k的交流道，位於臺灣臺中市后里區月眉里、眉山里、中和里、墩北里交界處，銜接道路為甲后路，是臺中市北部的主要聯外交流道，可前往麗寶樂園、臺糖月眉糖廠，於2002年12月27日啟用。
后里交流道剛啟用時，於北入南出匝道口設有月眉收費站，是臺灣第一個設置收費站亭的交流道，2008年因后豐大橋中斷，因此不再收費，2013年底全面電子收費，月眉收費站亭也一併拆除，走入歷史。
后里交流道北上出口匝道交通壅塞問題延宕多年，為改善后里交流道北上出口往后里方向匝道交通問題，高公局決定新增后里交流道北上出口（往后里方向）右轉車道與直行車道，於2017年12月14日動工，2018年5月1日完工通車。
|          | 160 后里 |  | 后里 外埔 |
| 麗寶樂園 | 160 后里 |  |           |

## 鄰近公路
- 市道132號
- 市道132甲線
- 中37線

## 外部連結
- 國道一號后里交流道示意圖 （页面存档备份，存于）（交通部高速公路局）